# Orbite de Lissajous

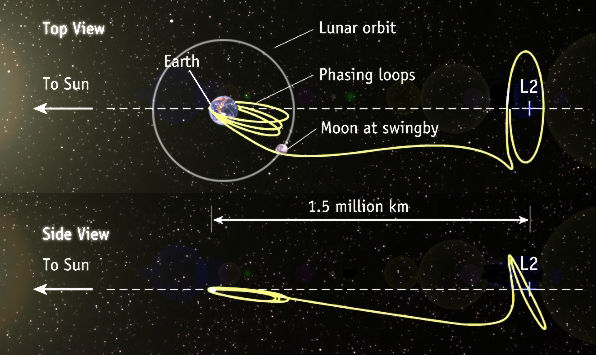
Orbite de Lissajous autour du du système Soleil-Terre.

En mécanique spatiale, une orbite de Lissajous est une trajectoire orbitale quasi périodique qu'un objet céleste parcourt sans propulsion autour d'un point de Lagrange d'un système à trois corps. Les orbites de Liapounov autour d'un point de libration sont des trajectoires courbées qui se trouvent complètement dans le plan orbital de deux corps célestes. En comparaison, l'orbite de Lissajous comprend les objets dans ce plan et ceux qui lui sont perpendiculaires, lesquels suivent une courbe de Lissajous. Les orbites de halo comprennent aussi des objets perpendiculaires au plan orbital, mais sont périodiques.
Les points de Lagrange L1, L2 et L3 sont dynamiquement instables, c'est-à-dire que d'infimes écarts par rapport à une position d'équilibre s'accumulent de façon exponentielle. En conséquence, les vaisseaux spatiaux sur une orbite de libration doivent recourir à des systèmes de propulsion pour maintenir leur position. Les orbites autour des points de Lagrange L4 et L5 sont dynamiquement stables en théorie, c'est-à-dire que le système peut voir sa position varier, mais l'écart moyen à long terme demeure petit. Dans le cas du couple Terre-Lune, l'excentricité de l'orbite lunaire et les perturbations causées par le Soleil amènent L4 et L5 à être instables.